# Черняев, Леонид Владимирович
Леонид Владимирович Черняев — советский хозяйственный, государственный и политический деятель.

## Биография
Родился в 1901 году в Томске. Член КПСС с 1925 года.
С 1919 года — на хозяйственной, общественной и политической работе. В 1919—1958 гг. — доброволец-рядовой, помощник начальника снабжения Узбекской Красной армии, начальник снабжения боевой группы при подавлении Курганского восстания, управляющий делами Ашхабадского горкома ВКП(б), заведующий общим отделом Туркменского республиканского кредитсельсоюза, член правления Туркменского республиканского Союза Союзов сельхозкооперации, директор МТС в Чарджоу, руководитель топливной группы Тракторцентра СССР, зам. Уполномоченного Тракторцентра СССР по Туркмении, заведующий сектором Агитационно-массового отдела ЦК Компартии Туркмении, помощник 2-го секретаря ЦК Компартии Туркмении, репрессирован, освобождён, председатель Марыйского облисполкома, председатель Георгиевского райисполкома, председатель колхозов в Краснодарском крае.
Умер в 1971 году.